# Пригода (рольові ігри)
Пригода — це ігровий сценарій в настільних рольових іграх, в якому персонажі гравців долають встановлені труднощі та розвивають історію гри. Пригоди можуть бути створені ігровим майстром для своїх гравців, або випускатися видавцями ігор у вигляді готових модулів пригод.

## Огляд
Пригода — це ігровий сценарій, через який майстер гри проводить гравців та їх персонажів. Існують різні типи дизайну, зокрема лінійні пригоди, де гравці повинні пройти через кожну заздалегідь визначену сцену по черзі, і нелінійні пригоди, де кожна ситуація може призвести до кількох напрямків розвитку. Перший дизайн більш обмежений, але легший для проведення, тоді як другий є більш відкритим, але вимагає більше зусиль від майстра гри. Серія пригод, які граються одна за одною, називається кампанією. Пригоди, призначені для гри наодинці, без ігрової групи, називаються сольними пригодами.
Пригоди можуть бути створені майстрами гри, але також випускаються видавцями ігор у вигляді модульних доповнювальних книг для рольових ігор, іноді з додатковими ігровими механіками або інформацією про сетинг гри. Готові модулі пригод мають перевагу в тому, що їх легше проводити новим майстрам гри, особливо лінійні пригоди. Однак частіше групи грають в пригоди, які вони самі вигадали, і навіть під час гри в опубліковані пригоди часто вносяться зміни.

## Історія
Опубліковані модулі пригод з'явилися в 1975-му році з появою «The Temple of the Frog» (укр. «Храм жаби») Дейва Арнесона, випущеного для сетингу «Blackmoor» для Dungeons & Dragons, і з того часу стали поширеними в індустрії рольових ігор. White Wolf Publishing, великий видавець рольових ігор у 1990-х і 2000-х роках, вирізнявся тим, що рідко публікував модулі пригод, віддаючи перевагу тому, щоб майстри гри самостійно створювали свої пригоди. Сольні пригоди здобули популярність у 2020-му році через пандемію COVID-19, яка завадила людям грати в рольові ігри разом в реальному житті.